# Cisitalia 204A Abarth Spider Corsa
La Cisitalia 204A Abarth Spider Corsa è una vettura da competizione realizzata dalla Cisitalia nel 1948.

## Sviluppo
L'auto rappresentò la prima vettura da competizione realizzata dall'ingegnere italo-austriaco Carlo Abarth e Davide Introzzi e l'ultima prodotta dalla Cisitalia.

## Tecnica
Abarth, per la realizzazione del mezzo, si avvalse della collaborazione dell'ingegnere Luciano Scholz. Il telaio era composto da due tubi ovali rinforzati da una crociera centrale. Le sospensioni, nella sezione anteriore, erano composte da ruote indipendenti con doppi bracci longitudinali e barre di torsione trasversali (soluzione era derivata da quella impiegata sulla Porsche 356), mentre in quella posteriore erano composte da un ponte rigido sospeso su due balestre semiellittiche  dotate di ammortizzatori telescopici idraulici.
Il propulsore 4 cilindri era derivato da quello della Fiat 1100, era denominato 204A ed era gestito da un cambio manuale a quattro marce. Era abbinato a due carburatori Weber 36 DR 4 SP che gli permettevano di generare la potenza di 83 CV. Con tale configurazione, la velocità massima era di 190 km/h. Il corpo vettura, per ridurre il peso complessivo a 510 kg, era costruito in alluminio, mentre l'impianto frenante era costituito da freni idraulici a tamburo.

## Attività sportiva
La vettura venne schierata in gara per la prima volta al GP di Vercelli del 1948. Pilotata da Adolfo Macchieraldo, la 204A si dimostrò molto competitiva, ma fu costretta al ritiro a causa di un guasto. Successivamente, al GP di Mantova, vennero schierate due auto, una affidata a Macchieraldo e l'altra a Felice Bonetto. Questa volta la vittoria andò all'auto preparata da Abarth. Si susseguirono poi numerose altre vittorie, molte ad opera del pilota Guido Scagliarini.
Nel 1949 la Cisitalia andò in crisi e venne posta sotto amministrazione controllata. Il reparto corse venne acquisito da Carlo Abarth, e con esso due 204A complete e due in fase di montaggio. Per un decreto del tribunale, le vetture della neonata casa sportiva avrebbero dovuto correre per un anno con lo stemma Cisitalia prima di essere sostituito. Quando ciò accadde, nel 1950, le 204A poterono esibire il nuovo marchio della fabbrica, uno scorpione su uno sfondo rosso e giallo. Su di una di queste auto, Tazio Nuvolari ottenne la sua ultima vittoria nella Palermo-Monte Pellegrino.
In totale, sia sotto marchio Cisitalia che Abarth, la 204A ottenne 19 vittorie.